# 康納克
康納克，英文：Konak（康薔尼斯，英文：Qodchanis，亦稱為Qudshanes、Kotchane或是Kocanis）是一個位於哈卡里省北部的村莊，距離地方首府哈卡約東北20公里，位處大扎卜河附近、現代土耳其東南部的一隅。它過去是東方亞述教會的大公牧首座堂所在地，從17世紀一直到1915年為止。